# قصب الرمال الرملي
قصب الرمال الرملي أو قصب الرمال (الاسم العلمي: Ammophila arenaria) نوع نباتي يتبع جنس قصب الرمال الفصيلة النجيلية.

## الموئل والانتشار
موطنه بلاد الشام ومصر وشمال إفريقيا وقبرص وتركيا وكثير من مناطق أوروبا.
ينمو في رمال الكثبان الشاطئية.

## الوصف النباتي
هو عشب دائم الخضرة، ينبع من كتل قوية منتصبة، يصل ارتفاعه إلى 1.2 متر. ينمو من شبكة جذور سميكة تكسبه تشبثًا قويًا في الركيزة الرملية وتسمح له بالانتشار. يمكن لهذه الجذور أن تنمو أفقيا لمسافة 2 متر في غضون ستة أشهر. يمكن للكتلة الواحدة إنتاج 100 أجمة جديدة سنوياً.

## مرادفات للاسم العلمي
- (باللاتينية: Arundo arenaria)
- (باللاتينية: Calamagrostis arenaria)
- (باللاتينية: Psamma arenaria (L.) Roem. & Schult.)
- (باللاتينية: Psamma littoralis P. Beauv.)